# یواس‌اس آنست (اس‌پی-۱۲۲۴)
یواس‌اس آنست (اس‌پی-۱۲۲۴) (به انگلیسی: USS Onset (SP-1224)) یک کشتی بود که طول آن ۴۰ فوت ۰ اینچ (۱۲٫۱۹ متر) بود. این کشتی در سال ۱۸۸۸ ساخته شد.